# Vauquelinia
Vauquelinia é um género botânico pertencente à família Rosaceae.